# Kurt Küpper
Kurt Küpper (* 23. Oktober 1948 in Duisburg) ist ein ehemaliger deutscher Wasserballspieler.
Der 1,83 Meter große Kurt Küpper spielte beim SSF Aegir Uerdingen 07, wo er von seinem Vater Kurt Küpper senior trainiert wurde. 1971 belegten die Uerdinger den zweiten Platz bei den Deutschen Meisterschaften.
Mit der deutschen Nationalmannschaft wurde Küpper bei der Europameisterschaft 1970 Siebter. Zwei Jahre später bei den Olympischen Spielen 1972 belegte die deutsche Mannschaft in der Vorrunde den zweiten Platz hinter den Ungarn, wobei der direkte Vergleich 3:3 ausging. In der Finalrunde spielte das deutsche Team zweimal Unentschieden und verlor zweimal. Wegen der besseren Tordifferenz wurden die Deutschen Vierte vor den Jugoslawen. Küpper war in allen acht Partien dabei, erzielte aber keinen Treffer.
Insgesamt wirkte Kurt Küpper in mindestens 99 Länderspielen mit. Er wurde später selber Trainer in Uerdingen.